# Ostravské muzeum
Ostravské muzeum sídlí na Masarykově náměstí 1 v budově ostravské Staré radnice.

## Historie

### Ostravské muzeum
První muzeum v Ostravě vzniklo již v roce 1872. Založil jej ve Slezské Ostravě učitel, osvětový pracovník a sběratel, Karel Jaromír Bukovanský, jehož sběry jsou ve sbírkovém fondu Ostravského muzea. Roku 1904 vzniklo v Moravské Ostravě „Industrie- und Gewerbe- Museum für das Ostrau-Karwiner Revier“, které mělo podporu německého vedení města a české Umělecko-průmyslové museum při Průmyslové, živnostenské a obchodní jednotě v Moravské Ostravě.
Po I. světové válce, v roce 1924, byla tato tři ostravská muzea spojena v jedno městské muzeum. Díky starostovi města Janu Prokešovi a správci muzea profesoru Aloisi Adamusovi se stala v roce 1931, po přestěhování magistrátu do nově postavené radnice na dnešním Prokešově náměstí, sídlem muzea Stará radnice. Dne 4. října 1931 bylo muzeum slavnostně otevřeno v této jedné z nejstarších budov Ostravy, ve které se nachází dodnes.
Po podepsání Mnichovské dohody byly v říjnu 1938 sbírky městského muzea obohaceny o část sbírkového fondu Orlovského muzea, která byla tímto zachráněna před rabováním. V roce 1948 bylo městské muzeum sloučeno s průmyslovým muzeem.
Sbírkové fondy v současné době čítají kolem 300 000 inventárních čísel, předmětů značné historické hodnoty.
Nejrozsáhlejší část tvoří společenskovědné sbírky a to:
- prehistorické archeologické – nálezy z okolí Ostravy
- historické a uměleckohistorické – nábytek, sklo, porcelán, keramika, hodiny, numizmatika, malířství a sochařství, zbraně, cín a jiné
- národopisné – malovaný nábytek, pracovní nářadí, kroje, obrázky na skle, plastiky
- hudebně historické – vážná hudba, folkloristika, historie ostravského divadelnictví.

Přírodní vědy zastupují sbírky:
- entomologické – brouci a motýli
- geologické – nerosty, horniny a jedinečná Šustova paleontologická sbírka karbonu
- botanické – herbáře, houby
- zoologické – preparáty ptáků, drobných savců, obojživelníků a ryb.

Samostatnou část tvoří bohatá knihovna se starými tisky a fotoarchív s fotografiemi
a pohlednicemi staré Ostravy. K nejoblíbenějším exponátům patří unikátní interiérový Maškův orloj a 200 let starý orchestrion.

### Historie staré radnice
Budova staré radnice tvoří dominantu hlavního ostravského, dnes Masarykova, náměstí. Není historicky doloženo, kdy byla vystavěna a první písemná zmínka o ní je v listině dokumentující spor Jana Sedlnického z Choltic a na Polské Ostravě s městem Moravskou Ostravou z roku 1539.
Budova radnice přečkala velké požáry ve městě - v roce 1556 a 1675 a v roce 1727 byla její věž přestavěna do barokního stylu. V roce 1829 věž zasáhl blesk a vypadalo to, že bude zbourána. Díky podpoře měšťanů však věž byla důkladně opravena a v letech 1831-1837 byla v empírovém slohu přestavěna i radniční budova. Do výše prvního patra zůstalo zachováno původní obvodové zdivo a v roce 1859 bylo dostavěno patro druhé. Do let 1874-1875 je datována poměrně rozsáhlá rekonstrukce věže i radniční budovy s novorenesanční úpravou fasády a od roku 1885 přibyla k hlavní budově nová, postavená na místě zrušených masných krámů. Svou funkci radnice přestala budova plnit po více než 400 letech a od roku 1931 je sídlem Ostravského muzea.
Při nedávné generální rekonstrukci v letech 2004–2006 byly pod podlahou v přízemí budovy odkryty zbytky kamenných zdí domu, pravděpodobně ze 14. století. Při záchranném archeologickém výzkumu bylo nalezeno nejen velké množství keramiky užívané v tehdejších kuchyních, ale i zlomky pohárů a skleněných číší. Přední místo zaujímá stříbrný pražský groš, ražený v době vlády krále Jana Lucemburského (vládl 1310 - 1346). Tímto nálezem se posunula historie místa, na němž nynější budova stojí, o dvě stě let zpátky.